# الکسی اوبمچیف
الکسی اوبمچیف (به انگلیسی: Aleksey Obmochaev) (زاده ۲۲ مه ۱۹۸۹ در کیسلوودسک) بازیکن والیبال اهل روسیه عضو سابق تیم ملی والیبال روسیه و بازیکن فعلی باشگاه زنیت کازارن است. الکسی در المپیک ۲۰۱۲ به همراه روسیه به مدال طلا رسید.